# Willemit
A willemit hatszöges prizmás kristályai gyakran végződnek romboéderekben. Előfordulhat tömeges, szálas, tömött és szemcsés formában is. Lehet fehér, színtelen, szürke, vöröses, zöld, sárga vagy barna. Karca színtelen. Átlátszó, áttetsző, üveg- és gyantafényű ásvány. Keménység: 5½.

## Képződés
Cinktelepek oxidációs zónájában, telérekben, másodlagos elváltozásként metomorfizált mészkőben keletkezik.

## Vizsgálat
Erősen foszforeszkálhat. Sósavban oldódik. UV-fényben élénkkék fluoreszkálást mutat.